# Klinisch teken
Een klinisch teken of semeion is een verschijnsel dat een arts klinisch kan vaststellen via lichamelijk of bijkomend onderzoek. De oorzaak van een semeion is een ziekte, aandoening of letsel.
Symptomen kunnen louter door fysiek onderzoek of via de subjectieve ervaring van de patiënt worden vastgesteld.

## Lijst van klinische tekens of semeions
- Trommelstokvingers (Clubbing)
- Hypertensie
- Hartinfarct